# Niculae Filip
Niculae Filip (n. 26 iulie 1948) este un fost deputat român în legislatura 1992-1996, ales în județul Maramureș pe listele partidului PDSR.